# Club Baloncesto San Isidro
El Club Baloncesto San Isidro es un club de baloncesto de España con sede en La Orotava, Tenerife (Islas Canarias). Figura inscrito en las competiciones oficiales como Club Baloncesto San Isidro.
Fue fundado en 1968 con el nombre de Antiguos Alumnos Salesianos La Orotava. Actualmente milita en 1.ª División Autonómica de Canarias pero ha participado durante muchas temporadas en el baloncesto nacional.

## Historia
Desde el año 1968 viene funcionando este club. En sus comienzos, bajo el nombre de Antiguos Alumnos Salesianos. Sucesivamente, y según el patrocinador comercial, fue adoptado otros nombres (Salesianos Mayaba, Salesianos Molfort, etc.) En el año 1971 el Club no dispone de equipo Sénior y surge una solución que supondrá el cambio obligado de denominación: el Club de Baloncesto Ucanca del Puerto de la cruz cede sus derechos de categoría Sénior al club Baloncesto Salesianos. A partir de ese momento llevará el nombre de Club de Baloncesto San Isidro.
Bajo este nombre, contará con una serie de mecenas (Antonio Santos, Cayetano Mejía, etc.) y empresas (Horma, Essilor, Martines N.º 1, etc.) que colaborarán en su consolación tanto deportiva como económica. ¿Las instalaciones? En sus comienzos, la plaza de Franchy Alfaro de La Orotava, más tarde y tras su realización, el polideportivo del Colegio Salesiano, que con el consentimiento y colaboración de la Comunidad de Padres Salesianos y la APA, sigue siendo hasta hoy el lugar de entrenamiento y competición de todos los equipos de base. El conjunto Sénior viene utilizando desde hace unos años la cancha de deportes Quiquirá de esta Villa.
Después de reiterados intentos, el equipo Sénior (Humberto Negrín, Fran Villar, Miguel Pérez, José A. Vigara,...) consigue, en la temporada 1991-92, el anhelado ascenso a la 1.ª División B (entonces segunda categoría del baloncesto español).
El equipo se refuerza para la campaña 1992-93 con el estadounidense Agee Ward. La Plaza que el equipo conservó en la 1.ª División B fue cedida en la temporada siguiente al Tenerife AB, anecdóticamente por 1 peseta y el club continuó en primera división autonómica.

### Nuevo milenio
En la temporada 1999-00 se consigue el ascenso a la Liga EBA donde se va mejorando temporada tras temporada, y llegando a ganarla en la 2008-09.
Tras doce temporadas consecutivas en Liga EBA el equipo norteño desciende en la temporada 2010-11 por lo que volvía a 1ª. División autonómica. Su paso por la 1º. División Autonómica fue corto ya en que en solo un año, y pese a haber quedado en la tercera posición en la Liga Regular firma un Play Off inmaculado en Vecindario y asciende ese mismo año.
Solo pudo mantener la categoría durante una temporada, y actualmente compite de nuevo en 1.ª División Autonómica.

### Historial Liga
| Temporada | Categoría                   | Nivel | Puesto | Balance  | Playoff                  | Copa del Rey |
| 1970-1971 | Tercera División Grupo 17.º | 3     | 2.º    | 9-3      | 2.º                      |              |
| 1971-1972 | Segunda División Grupo C    | 2     | 2.º    |          |                          |              |
| 1972-1973 | Segunda División Grupo C    | 2     | 5.º    | 6-8      |                          |              |
| 1973-1974 | Segunda División Grupo C    | 2     | 5.º    | 9-9      |                          |              |
| 1974-1975 | Segunda División Grupo C    | 2     | 10.º   | Retirado |                          |              |
| 1975-1976 | Tercera División            | 3     |        |          |                          |              |
| 1976-1977 | Tercera División            | 3     |        |          |                          |              |
| 1977-1978 | Tercera División            | 3     |        |          |                          |              |
| 1978-1979 | Segunda División Grupo III  | 3     | 4.º    |          |                          |              |
| 1979-1980 | Segunda División Grupo III  | 3     |        |          |                          |              |
| 1980-1981 | Segunda División Grupo III  | 3     | 1.º    | 20-2     | 6.º                      |              |
| 1981-1982 | Segunda División Grupo III  | 3     |        |          |                          |              |
| 1982-1983 | Segunda División Grupo III  | 3     |        |          |                          |              |
| 1983-1984 | Segunda División Grupo III  | 3     |        |          |                          |              |
| 1984-1985 | Segunda División Canarias   | 3     |        |          |                          |              |
| 1985-1986 | Segunda División Canarias   | 3     |        |          |                          |              |
| 1986-1987 | Segunda División Canarias   | 3     |        |          |                          |              |
| 1987-1988 | Segunda División Canarias   | 3     |        |          |                          |              |
| 1988-1989 | Segunda División Canarias   | 3     |        |          |                          |              |
| 1989-1990 | Segunda División Canarias   | 3     |        |          |                          |              |
| 1990-1991 | Segunda División Canarias   | 3     |        |          |                          |              |
| 1991-1992 | Segunda División Canarias   | 3     |        |          |                          |              |
| 1992-1993 | 1.ª División B Grupo B      | 2     | 14.º   | 9-21     |                          |              |
| 1993-1994 | Segunda División Canarias   | 3     |        |          |                          |              |
| 1994-1995 | Segunda División Canarias   | 3     | 6.º    | 5-7      | 2.º                      |              |
| 1995-1996 | Segunda División Canarias   | 3     | 4.º    | 6-6      |                          |              |
| 1996-1997 | Segunda División Canarias   | 4     | 7.º    | 10-12    |                          |              |
| 1997-1998 | Segunda División Canarias   | 4     | 3.º    | 16-6     |                          |              |
| 1998-1999 | 1.ª División Autonómica     | 4     | 14.º   | 9-21     |                          |              |
| 1999-2000 | Liga EBA Grupo B            | 3     | 13.º   | 6-20     |                          |              |
| 2000-2001 | Liga EBA Grupo B            | 4     | 16.º   | 7-23     |                          |              |
| 2001-2002 | Liga EBA Grupo B            | 4     | 13.º   | 15-19    |                          |              |
| 2002-2003 | Liga EBA Grupo B            | 4     | 8.º    | 16-14    |                          |              |
| 2003-2004 | Liga EBA Grupo B            | 4     | 6.º    | 16-14    |                          |              |
| 2004-2005 | Liga EBA Grupo B            | 4     | 8.º    | 16-14    |                          |              |
| 2005-2006 | Liga EBA Grupo B            | 4     | 11.º   | 12-18    |                          |              |
| 2006-2007 | Liga EBA Grupo B            | 4     | 9.º    | 12-14    |                          |              |
| 2007-2008 | Liga EBA Grupo B            | 5     | 13.º   | 11-19    |                          |              |
| 2008-2009 | Liga EBA Grupo B            | 5     | 1.º    | 19-9     | Fase final 9.º (1-2)     |              |
| 2009-2010 | Liga EBA Grupo B            | 4     | 16.º   | 7-23     |                          |              |
| 2010-2011 | Liga EBA Grupo B            | 4     | 16.º   | 6-24     |                          |              |
| 2011-2012 | 1.ª División Autonómica     | 5     | 3.º    | 11-5     | Final Four 1.º (3-0)     |              |
| 2012-2013 | Liga EBA Grupo B            | 4     | 13.º   | 9-19     |                          |              |
| 2013-2014 | –                           |       |        |          |                          |              |
| 2014-2015 | 2.ª División Auntonómica    | 6     | 10.º   | 6-16     |                          |              |
| 2015-2016 | 2.ª División Auntonómica    | 6     | 15.º   | 1-17     |                          |              |
| 2016-2021 | –                           |       |        |          |                          |              |
| 2021-2022 | 2.ª División Auntonómica    | 6     | 2.º    | 13-3     | Final four 2.º (1-1)     |              |
| 2022-2023 | 2.ª División Auntonómica    | 6     | 2.º    | 11-6     | Final final CC 1.º (4-0) |              |
| 2023-2024 | 1.ª División Autonómica     | 5     | 5.º    | 12-8     |                          |              |
| 2024-2025 | 1.ª División Autonómica     | 5     | 2.º    | 14-4     | Final eight 4.º (1-2)    |              |

| Leyenda                |
| Primer Nivel Nacional  |
| Segundo Nivel Nacional |
| Tercer Nivel Nacional  |
| Cuarto Nivel Nacional  |
| Primer Nivel Regional  |

### Datos del Club
- 0 Temporadas en Primer Nivel Nacional
- 1 Temporada en Segundo Nivel Nacional
  - 1 Temporada en 1.ª División B
- 7 Temporadas en Tercer Nivel Nacional
  - 6 Temporadas en 2.ª División
  - 1 Temporadas en Liga EBA
- 10 Temporadas en Cuarto Nivel Nacional
  - 10 Temporadas en Liga EBA
- 2 Temporadas en Quinto Nivel Nacional
  - 2 Temporadas en Liga EBA
- 21 Temporadas  Primer Nivel Regional
  - 17 Temporadas en Segunda División Canarias
  - 4 Temporadas en 1.ª División Autonómica
- 8 Temporadas  Segundo Nivel Regional
  - 4 Temporadas en Tercera División Canarias
  - 4 Temporadas en 2.ª División Autonómica